# Raimundo Clar Garau
Raimundo Clar Garau (Algaida, Baleares, 2 de diciembre de 1931 - Palma de Mallorca, 6 de marzo de 2010) fue un notario, jurista, catedrático universitario y político español.

## Biografía
Licenciado en Derecho por la Universidad Central de Madrid, ganó plaza de notario por oposición. Compagino su actividad como notario con su vocación como enseñante. Así, trabajó como notario tal en Gérgal, Belvís de la Jara, Ávila, Lalín y Palma de Mallorca, al tiempo que fue profesor asociado en la Complutense de Madrid y catedrático de Derecho mercantil en la Universidad de las Islas Baleares durante tres años (1985-1988). Fue presidente de la Federación Católica de Asociaciones de Padres de Alumnos, decano del colegio de Notarios y consejero del Banco de Crédito Balear.
En el ámbito político, fue miembro de la Unión de Centro Democrático (UCD), formación con la que concurrió con éxito a las elecciones de 1977, primeras libres tras la dictadura, obteniendo un escaño al Congreso de los Diputados y donde ocupó la presidencia de la comisión de Cultura (1977-1979). Como diputado de la Legislatura constituyente, estaba integrado en la Asamblea de Parlamentarios que comenzó los trabajos para la redacción del futuro Estatuto de Autonomía de Baleares. También formó parte del ente preautonómico balear, el denominado Consell General Interinsular, del que fue consejero de Cultura durante un año.

## Obras
Especialista en el derecho civil balear, fue autor, entre otras obras académicas, de:
- «Artículos 1 a 63 [i.e. 65] de la Compilación de Baleares». Comentarios al Código Civil y compilaciones forales. Madrid: Editoriales de Derecho Reunidas. 1980. OCLC 804954041.
- Lleonard Muntaner, ed. (2005). El Derecho foral de Mallorca. Palma de Mallorca. OCLC 804596118.